# Тиберий Семпроний Лонг (консул 194 года до н. э.)
Тиберий Семпроний Лонг (лат. Tiberius Sempronius Longus; умер в 174 году до н. э.) — римский политический деятель и военачальник из плебейского рода Семпрониев, консул 194 года до н. э. Участвовал в войнах с галлами, в 185 году до н. э. проиграл цензорские выборы Марку Порцию Катону Старшему.

## Биография
Род, к которому принадлежал Тиберий Семпроний, был относительно нестарым: его представители получили доступ к курульным магистратурам в самом конце III века. Первым носителем когномена Лонг, известным из источников, стал отец Тиберия Семпрония того же имени, консул 218 года до н. э., командовавший в битве с Ганнибалом при Требии, которая закончилась полным поражением римлян.
Тиберий Семпроний впервые упоминается в источниках под 210 годом до н. э., когда он стал авгуром поле смерти Тита Отацилия Красса и квиндецемвиром после смерти отца. В 200 году до н. э. он был народным трибуном и в этом качестве высказался против предоставления права на овацию Луцию Корнелию Лентулу, вернувшемуся из Испании. Ему пришлось отступить перед волей сената.
В 198 году до н. э. Тиберий Семпроний был курульным эдилом. В 197 году он вошёл в число триумвиров, занимавшихся организацией пяти колоний на побережье Кампании, а в конце того же года был выбран претором. По жребию ему досталась Сардиния; полномочия Семпрония в этой провинции были продлены и на 195 год до н. э.
Уже в 194 году до н. э. Тиберий Семпроний получил консульство. Его коллегой был Публий Корнелий Сципион Африканский, чей отец был коллегой отца Семпрония в 218 году; вероятно, это не было простым совпадением. Оба консула получили в качестве провинции Италию, хотя Сципион и считал, что один консул должен отправиться в Македонию из-за надвигающейся войны с Антиохом III.
Лонг продолжил в свой консульский год выполнять обязанности триумвира. Кроме того, он совершил поход на бойев и разбил врага, напавшего на его лагерь; правда, Тит Ливий, видимо, преувеличил масштабы этой победы. Плутарх пишет, что Тиберий Семпроний во время своего консульства управлял «Фракией и прилегающими к Дунаю землями», а легатом при нём был Марк Порций Катон Старший, но это явная ошибка.
В следующем году Лонг снова воевал с галлами уже в качестве легата в войске Луция Корнелия Мерулы. В кровопролитном сражении при Мутине Семпроний вместе с Марком Марцеллом командовал отборным отрядом. Вероятно, он участвовал и в Этолийской войне под командованием Мания Ацилия Глабриона; во всяком случае, человек с таким именем упоминается Ливием при описании штурма Гераклеи в 191 году до н. э.
В 185 году до н. э. Лонг претендовал на цензуру. Тогда развернулась ожесточённая борьба между девятью кандидатами, в числе которых был Марк Порций Катон Старший. Все остальные кандидаты, кроме Луция Валерия Флакка, объединились против Катона как «нового человека», но именно Катон и Флакк выиграли выборы.
Известно, что Катон позже написал книгу «Против изгнания Тиберия»; этого Тиберия идентифицируют как Тиберия Семпрония Лонга, хотя об обстоятельствах, в связи с которыми тема книги стала актуальной, ничего не известно.
Тиберий Семпроний Лонг умер в 174 году до н. э. от чумы.